# Watas Marga
Watas Marga is een bestuurslaag in het regentschap Rejang Lebong van de provincie Bengkulu, Indonesië. Watas Marga telt 481 inwoners (volkstelling 2010).